# Fabbrica Automobili Michele Lanza

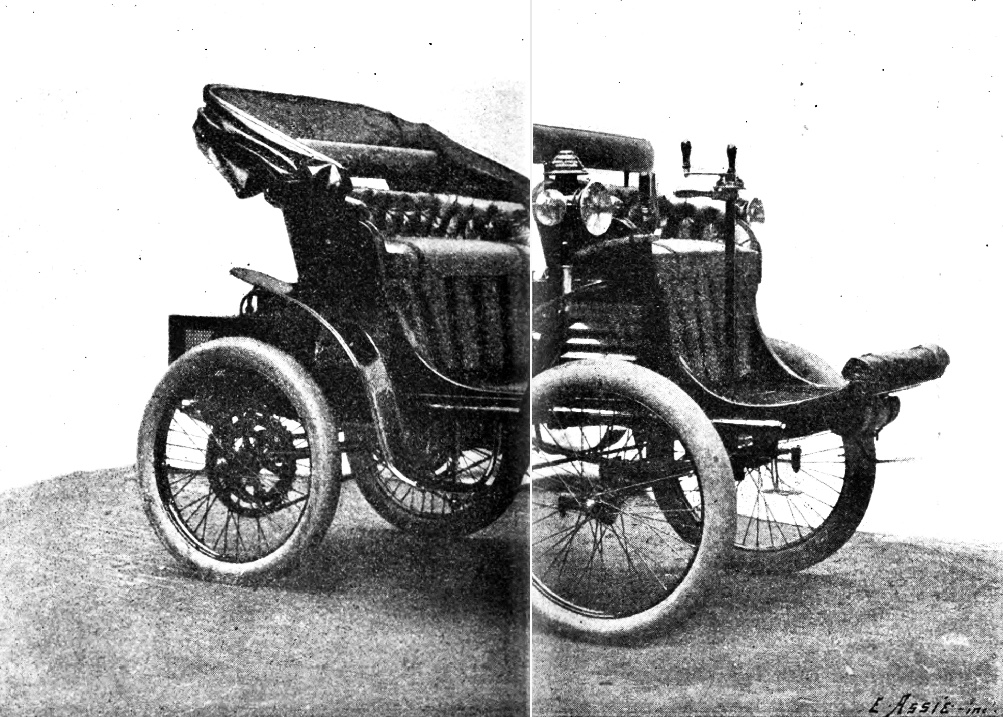
Fabbrica Automobili Michele Lanza 5 HP (1899)

La Fabbrica Automobili Michele Lanza è stata una casa automobilistica italiana, attiva a Torino dal 1895 al 1903.

## Storia
Appassionato di meccanica e sostenuto dai consistenti introiti della sua importante azienda, nel 1894 Michele Lanza acquistò una vettura Peugeot Type 3 usata, allo scopo di studiarne la meccanica e il funzionamento del motore. Nel gennaio del 1895 iniziò il progetto di una sua vettura, coadiuvato dal geometra Giuseppe Stefanini. Lo chassis venne realizzato dalle Officine Martina, dopo una burrascosa collaborazione con la carrozzeria Ciocca che si rifiutò seguire le modifiche volute da Lanza. Nel luglio del 1895 fu completata la prima Wagonette, una vettura a sei posti con motore bicilindrico e rudimentali meccanismi di sterzo e frenatura, che venne collaudata sul percorso Torino-Asti-Torino. Si trattava di una delle prime automobili con motore a scoppio ideate e costruite in Italia, probabilmente la prima a quattro ruote.
Ufficialmente fondata nel 1898, la Fabbrica Automobili Michele Lanza, continuò a operare grazie alla passione del proprietario e al fantasioso lavoro tecnico di Stefanini che progettò cinque ulteriori evoluzioni del modello primigenio e un'ultima vettura con motore rinnovato nel 1902, poco prima del suo trasferimento alla Isotta Fraschini che decretò la chiusura dell'impresa, dopo un breve periodo di funzionamento dell'azienda come carrozzeria su modelli Fiat.
La produzione rimase a carattere sperimentale e l'azienda non ebbe mai un opificio proprio, perché la costruzione veniva interamente curata da Giovanni Martina, presso le omonime officine. Non si ha notizia di automobili vendute ed è assai probabile che la produzione si sia limitata ai sette prototipi realizzati, anche se alcune fonti parlano di una dozzina di esemplari. In ogni caso, nessuna vettura risulta essere giunta ai giorni nostri, solo testimoniate da foto dell'epoca e dal modello in scala realizzato da Carlo Biscaretti in ricordo dell'amico Michele.

## Elenco cronologico dei prototipi
| Anno | Carrozzeria           | Motore                              | Cambio                 | Trazione            | Posti |
| ---- | --------------------- | ----------------------------------- | ---------------------- | ------------------- | ----- |
| 1895 | Wagonette             | Posteriore a 2 cilindri orizzontali | 2 marce in avanti      | Posteriore a catena | 6     |
| 1897 | Duc-de-dame           | Posteriore a 2 cilindri orizzontali | 2 marce in avanti e RM | Posteriore a catena | 2/3   |
| 1898 | Phaeton               | Posteriore a 2 cilindri orizzontali | 3 marce in avanti e RM | Posteriore a catena | 4     |
| 1899 | Vis-à-vis             | Posteriore a 2 cilindri orizzontali | 4 marce in avanti e RM | Posteriore a catena | 4     |
| 1900 | Vetturella monoposto  | Posteriore a 2 cilindri orizzontali | 3 marce in avanti      | Posteriore a catena | 1     |
| 1901 | Vetturella da viaggio | Posteriore a 2 cilindri orizzontali | 3 marce in avanti e RM | Posteriore a catena | 2     |
| 1902 | Vetturella            | Anteriore a 4 cilindri verticali    | 4 marce in avanti e RM | Posteriore a catena | 2     |